# Idioma kunjen
Kunjen, o Uw, es una lengua pamana hablada en la península del Cabo York de Queensland, Australia, por el pueblo Uw Oykangand, Olkola, y otros Aborígenes australianos de pueblos relacionados. Está estrechamente relacionado con el idioma kuuk thaayorre, y quizás el idioma kuuk yak.
Dos de sus dialectos, Uw Olkola (Olgolo) y Uw Oykangand (Koko Wanggara), son muy cercanos, siendo mutuamente inteligibles y compartiendo el 97% de sus vocabulario básico.
Otros dos, Ogh-Undjan y Kawarrangg, también están cerca, pero algo más distantes del primer par. Kokinj (Kokiny) es un subdialecto de Ogh-Undjan. Una quinta variedad, Athima, está mal documentada.
A continuación se muestra una tabla que muestra la inteligibilidad mutua del vocabulario entre los dialectos de Kunjen, basada en una lista de 100 palabras básicas.
| Uw Oykangand | 97%        | 44%        | 38% |
| Uw Olkola    | Uw Olkola  | 43%        | 38% |
| Ogh-Undjan   | Ogh-Undjan | Ogh-Undjan | 82% |
| Kawarrangg   |            |            |     |

Philip Hamilton ha compilado un pequeño diccionario de Kunjen. Una gran mayoría de palabras comienzan con una vocal (> 96%), similar a la situación en el idioma arrernte, relacionado de manera lejana. Las excepciones incluyen términos de parentesco y préstamos. Se cree que los inicios de sílabas están presentes en todos los idiomas, por lo que su ausencia en el léxico nativo es muy notable.

## Registro de respeto
Como en muchos otros idiomas australianos, como el idioma dyirbal, Kunjen también tiene un registro de respeto, que es una forma educada de hablar con un potencial suegra y se llama Olkel-Ilmbanhthi. Se reemplaza la mayor parte del vocabulario, mientras que se mantienen los afijos y las palabras funcionales.
La siguiente oración está en Uw Oykangand normal:
Alka-nhdh idu-rr ay
lanza-instr lanza-pst Yo
"Lo atravesé con una lanza"
The equivalent in Olkel-Ilmbanhthi is:
Udnga-nhdh yanganyunyja-rr ay
lanza-instr lanza-pst Yo
"Lo atravesé con una lanza"

## Fonología

### Vocales
Kunjen has 5 vocales:
|               | Anterior   | Posterior |
| sin redondear | redondeada |           |
| ------------- | ---------- | --------- |
| Cerrada       | i          | u         |
| Media         | e          | o         |
| Abierta       | a          | a         |

En Kunjen hay armonía vocálica: las vocales cercanas y medias no coexisten en una palabra.

### Consonantes
Kunjen tiene 27 consonantess:
|             |                   | Periférica | Periférica | Laminal  | Laminal    | Apical  | Apical |
| Bilabial    | Velar             | Palatal    | Dental     | Alveolar | Retrofleja |         |        |
| ----------- | ----------------- | ---------- | ---------- | -------- | ---------- | ------- | ------ |
| Oclusiva    | sorda             | p /p/      | k /k/      | ch /c/   | th /t̪/     | t /t/   |        |
| Oclusiva    | sonora            | b /b/      | g /g/      | j /ɟ/    | dh /d̪/     | d /d/   |        |
| Nasal       | plana             | m /m/      | ng /ŋ/     | ny /ɲ/   | nh /n̪/     | n /n/   |        |
| Nasal       | preoclusiva nasal | bm /ᵇm/    | gng /ᶢŋ/   | jny /ᶡɲ/ | dnh /ᵈ̪n̪/   | dn /ᵈn/ |        |
| Fricativa   | Fricativa         | f /f/      | ɣ /ɣ/      |          | ð /ð/      |         |        |
| Vibrante    | Vibrante          |            |            |          |            | rr /r/  |        |
| Aproximante | Central           | w /w/      | w /w/      | y /j/    |            |         | r /ɻ/  |
| Aproximante | Lateral           |            |            | ly /ʎ/   | lh /l̪/     | l /l/   |        |

## En la cultura popular
La palabra Uw Olkola para el cocodrilo de agua dulce, ogakor, se usó como el nombre de una tribu en la segunda temporada de la serie de telerrealidad estadounidense Superviviente en 2001.